# Kabusecha

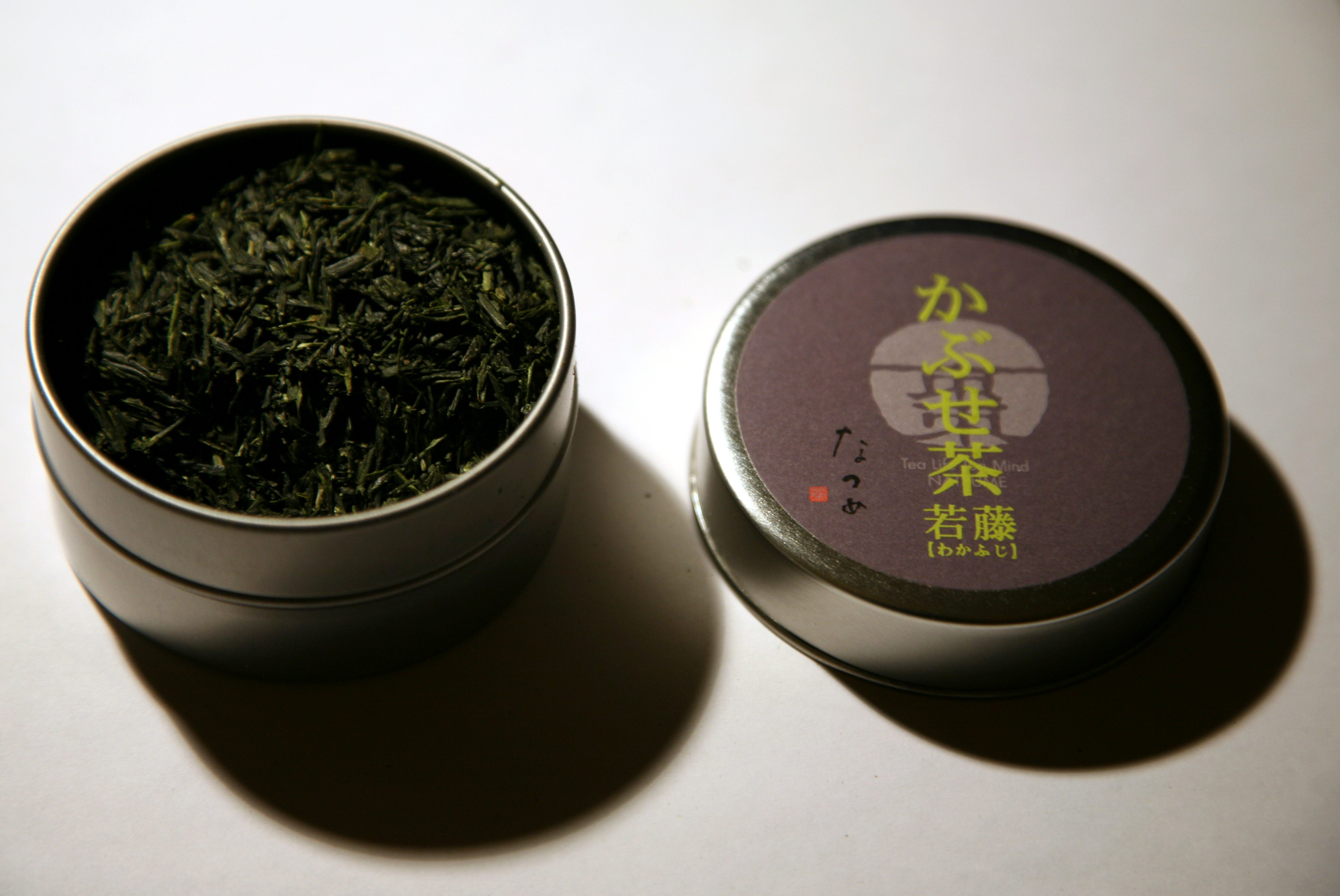
Kabusecha

Kabusecha (jap. かぶせ茶, dt. „abgedeckter Tee“) ist ein japanischer Halbschattentee.

## Hintergrund
Eine Beschattung der Teepflanze zur Qualitätsverbesserung hat in Japan Tradition. In der Region Kagoshima im Süden Japans mit dem aktiven Vulkan Sakurajima werden die Teesträucher durch spezielle Anbaulagen mit zweckdienlichen Netzen zur Abschattung bedeckt (jap. kabuseru). Im Gegensatz zu Gyokuro werden die Kabusecha Teepflanze 1 bis 3 Wochen lang bedeckt. Die Netze werden handwerklich aufgelegt und lassen zirka die Hälfte des Sonnenlichtes durch. Ein Aufwuchs im Halbschatten kommt den natürlichen Lichtumständen eines wilden Teestrauches am nächsten.
Inhaltlich besitzt der Halbschattentee mehr Wirkstoffe und geschmacklich ein besonders duftiges und frisches Aroma.
Kabusecha, der die Charaktereigenschaften von Gyokuro und Sencha vereint, wird in etwa folgendermaßen zubereitet:
Zwölf Gramm Kabusecha-Tee (≈ fünf Teelöffel) auf einen Liter weiches Wasser bei einer Temperatur von rund 70 °C. Die Ziehzeit beträgt um die drei Minuten.
Kabusecha beträgt etwa 4 % von in Japan produziertem Tee.